# Phare du cap Ivi
Le phare de Cap d'Ivi est un phare d'atterrissage situé sur la corniche des Dahra, à 25 km au Nord-Est de Mostaganem sur la route du littoral vers  Ténès.

## Historique

### Considérations générales
Il semble qu'avant la colonisation seuls quelques rares fanaux rudimentaires étaient placés aux abords des abris qui servaient de refuge aux vaisseaux barbaresques; tel le fanal ordinaire situé sur la haute tour du Penon d'Alger. Dès les premières années de la conquête des feux plus efficaces furent installés aux points les plus caractéristiques. C'est ainsi qu'en  1834, les Français installent à la place du fanal d'Alger un appareil consistant en un feu fixe surmonté d'une couronne tournante portant 8 lampes avec réflecteurs disposées de manière à réaliser un feu à éclipses de 30 secondes en 30 secondes.
Le premier rapport officiel traitant de l'éclairage des côtes algériennes est un rapport de la Commission Nautique de l'Algérie de 1843 qui établit un rapport complet "des améliorations à apporter aux feux existants (neuf à l'époque), des feux à établir immédiatement, des feux à établir par la suite".
Son exécution s'échelonna sur plusieurs années, avec les modifications imposées par les progrès de la technique et le développement de la navigation et dont les principales furent décidées par la Commission des Phares de 1861.
Les appareils ont été modifiés périodiquement entre 1860 et 1900. Les plus notables de ces améliorations consistèrent en la substitution de l'huile minérale par l'huile végétale en 1881 puis, par l'adoption de certains feux de lampe à niveau constant.
En 1902, nouveau programme d'amélioration de l'éclairage côtier par la mise en place d'une Commission Nautique Spéciale qui adopte un programme de réalisations prévoyant entre autres la substitution aux feux fixes existants de feux à éclats ou à occultataions avec ou sans secteurs colorés.  Programme qui fut entièrement réalisé de 1904 à 1908 à l'exception de  la jetée Nord du port d'Alger.
L'électrification des feux principaux et des feux de ports fut poursuivie activement depuis la mission scientifique en Algérie, en 1924, de l'Ingénieur en chef du Service Central des Phares.
En outre quatre radiophares ont été mis en service; au phare de l'Amirauté à Alger (1931), au Cap de l'Aiguille (1938), au Cap Caxine (1938) et au Cap Matifou (1942). Les services techniques ont également prévu  l'établissement dans des délais rapprochés de quatre ouvrages supplémentaires au Cap Ténès, au Cap Bengut, au cap Bougaroun et au Cap de Garde.

### Considérations spécifiques
Les recommandations de la Commission Nautique de 1843 se concrétisa par l'érection d'un phare au Cap Ivi en 1870; feu à éclipses de 1er ordre de 30 milles de portée.
Le phare actuel fut, tenant compte des améliorations techniques de l'époque, construit en 1898.

## Caractéristiques

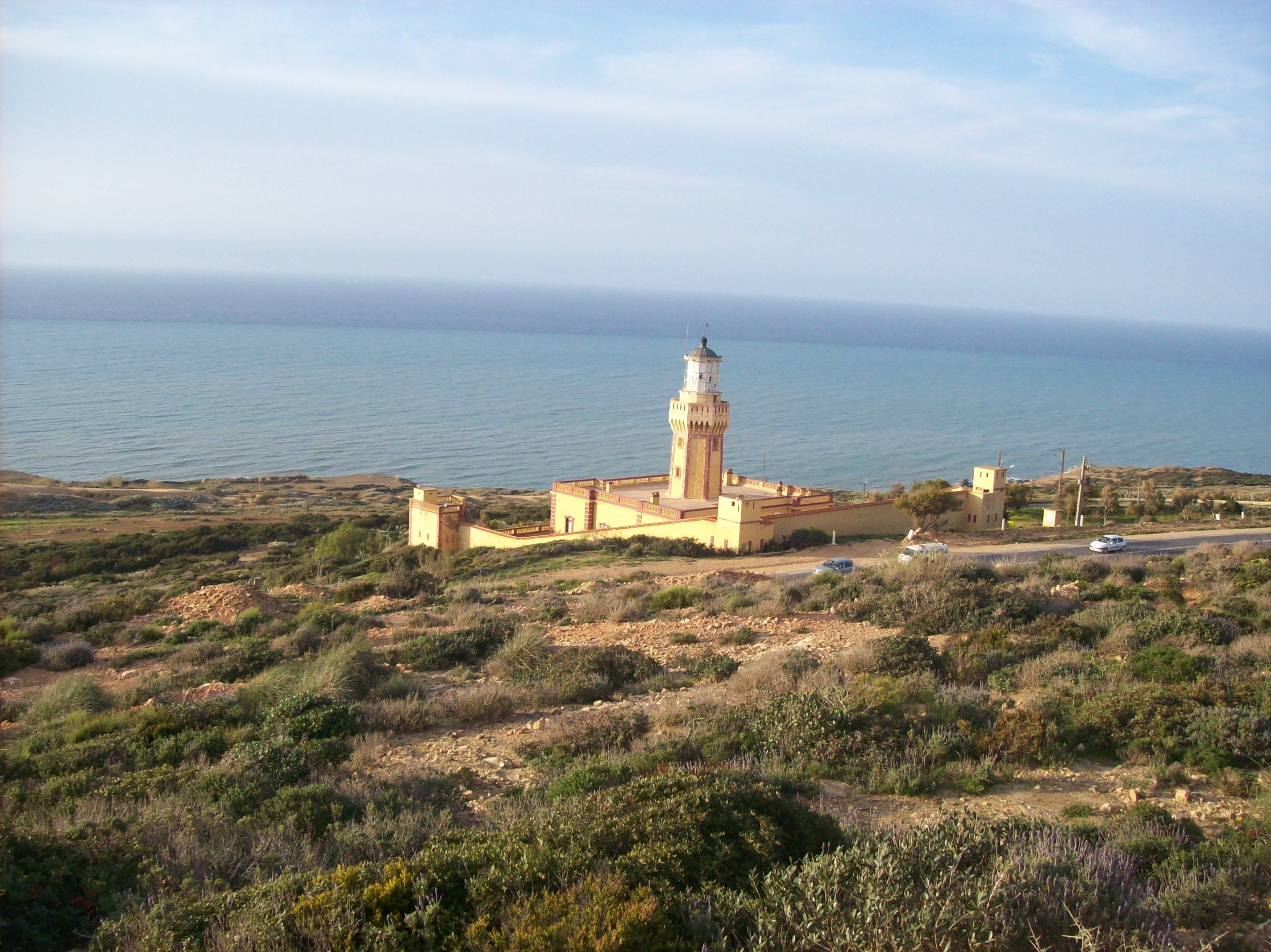
Le phare de Cap Ivi. Situation

Le phare est construit en bordure de la route nationale à mi-hauteur du versant du cap.
Il se présente comme une tour octogonale en maçonnerie de 22,8 m de hauteur bâtie sur la maison qui abrite le logement des gardiens et les services techniques. Il culmine à 122,8 m du niveau de la mer.
L'éclairage est assuré par un feu blanc à 1 éclat en 0,5 seconde de 29 milles de portée soit 54 km environ.
La lampe a une puissance de 1 000 W/220V.